# كأس إنترتوتو 1994
كأس إنترتوتو 1994  هو الموسم 34 من كأس إنترتوتو. فاز فيه أيك سولنا.